# Kabinet-Kohl I
Het kabinet–Kohl I was het West-Duitse kabinet van 1 oktober 1982 tot 30 maart 1983. Het kabinet werd gevormd door de politieke partijen Christlich Demokratische Union Deutschlands (CDU)-Christlich-Soziale Union (CSU) en de Freie Demokratische Partei (FDP) na de val van het vorige kabinet Schmidt III. Helmut Kohl de partijleider van de CDU diende als bondskanselier en Hans-Dietrich Genscher de partijleider van de FDP als vicekanselier.

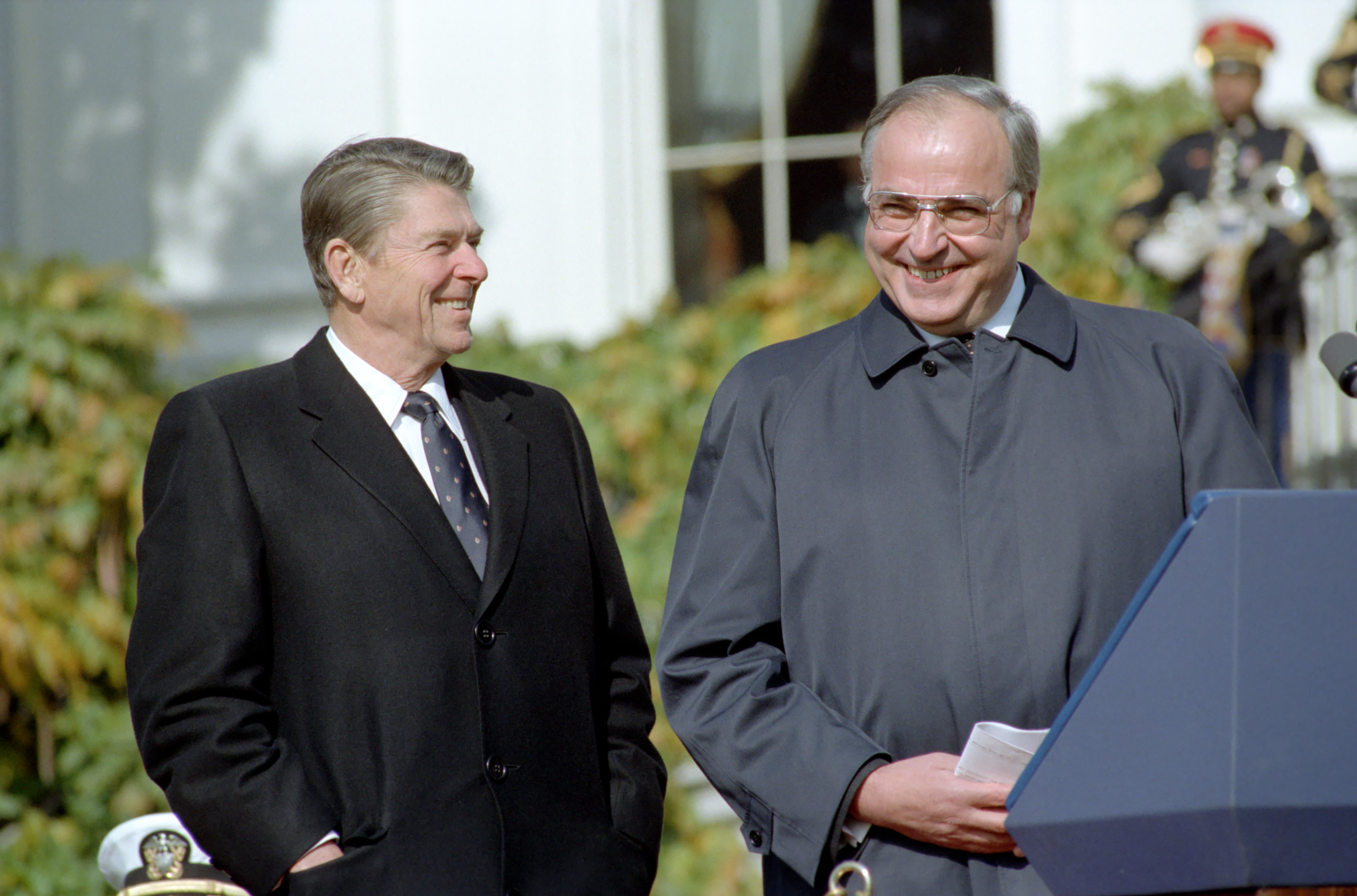
President van de Verenigde Staten Ronald Reagan en bondskanselier Helmut Kohl bij het Witte Huis op 15 november 1982.

| Ambtsbekleder                             | Ambtsbekleder               | Ambtsbekleder                        | Functie(s)                                                                | Ambtstermijn   | Ambtstermijn      | Partij(en) |
| ----------------------------------------- | --------------------------- | ------------------------------------ | ------------------------------------------------------------------------- | -------------- | ----------------- | ---------- |
|                                           | Helmut Kohl                 | Helmut Kohl (1930–2017)              | Bondskanselier                                                            | 1 oktober 1982 | 27 oktober 1998   | CDU        |
|                                           | Hans-Dietrich Genscher      | Hans-Dietrich Genscher (1927–2016)   | Vicekanselier                                                             | 1 oktober 1982 | 18 mei 1992       | FDP        |
| Bondsminister van Buitenlandse Zaken      | Hans-Dietrich Genscher      | Hans-Dietrich Genscher (1927–2016)   |                                                                           | 1 oktober 1982 | 18 mei 1992       | FDP        |
|                                           | Friedrich Zimmermann        | Friedrich Zimmermann (1925–2012)     | Bondsminister van Binnenlandse Zaken                                      | 1 oktober 1982 | 21 april 1989     | CSU        |
|                                           | Gerhard Stoltenberg         | Gerhard Stoltenberg (1928–2001)      | Bondsminister van Financiën                                               | 1 oktober 1982 | 21 april 1989     | CDU        |
|                                           | Hans Engelhard              | Hans Engelhard (1934–2008)           | Bondsminister van Justitie                                                | 1 oktober 1982 | 18 januari 1991   | FDP        |
|                                           | Otto Lambsdorff             | Graf Otto Lambsdorff (1926–2009)     | Bondsminister van Economische Zaken                                       | 1 oktober 1982 | 28 juni 1984      | FDP        |
|                                           | Manfred Wörner              | Manfred Wörner (1934–1994)           | Bondsminister van Defensie                                                | 1 oktober 1982 | 18 mei 1988       | CDU        |
|                                           | Heiner Geissler             | Heiner Geissler (1930–2017)          | Bondsminister van Volksgezondheid, Jeugd en Familie                       | 1 oktober 1982 | 26 september 1985 | CDU        |
|                                           | Norbert Blüm                | Norbert Blüm (1935–2020)             | Bondsminister van Arbeid en Sociale Zaken                                 | 1 oktober 1982 | 27 oktober 1998   | CDU        |
|                                           | Dorothee Wilms              | Dorothee Wilms (1929)                | Bondsminister van Onderwijs en Wetenschap                                 | 1 oktober 1982 | 12 maart 1987     | CDU        |
|                                           | Werner Dollinger            | Werner Dollinger (1918–2008)         | Bondsminister van Verkeer                                                 | 1 oktober 1982 | 12 maart 1987     | CSU        |
|                                           | Oscar Schneider             | Oscar Schneider (1927–2024)          | Bondsminister van Volkshuisvesting, Stedelijke Ontwikkeling en Woningbouw | 1 oktober 1982 | 21 april 1989     | CSU        |
|                                           | Josef Ertl                  | Josef Ertl (1925–2000)               | Bondsminister van Landbouw, Voedsel en Bosbeheer                          | 1 oktober 1982 | 30 maart 1983     | FDP        |
|                                           | Christian Schwarz-Schilling | Christian Schwarz- Schilling (1930)  | Bondsminister van Posterijen en Telecommunicatie                          | 1 oktober 1982 | 17 december 1992  | CDU        |
|                                           | Jürgen Warnke               | Jürgen Warnke (1932–2013)            | Bondsminister voor Economische Betrekkingen                               | 1 oktober 1982 | 12 maart 1987     | CSU        |
|                                           | Rainer Barzel               | Rainer Barzel (1924–2006)            | Bondsminister voor Oost-Duitse Betrekkingen                               | 1 oktober 1982 | 29 maart 1983     | CDU        |
|                                           | Heinz Riesenhuber           | Heinz Riesenhuber (1935)             | Bondsminister voor Onderzoek en Technologie                               | 1 oktober 1982 | 21 januari 1993   | CDU        |
|                                           | Waldemar Schreckenberger    | Waldemar Schreckenberger (1929–2017) | Chef des Bundeskanzleramts                                                | 1 oktober 1982 | 15 november 1984  | CDU        |
| Staatssecretaris voor Veiligheidsdiensten | Waldemar Schreckenberger    | Waldemar Schreckenberger (1929–2017) |                                                                           | 1 oktober 1982 | 15 november 1984  | CDU        |